# Ramón Santana
Ramon Santana è un comune della Repubblica Dominicana di 9.266 abitanti, situato nella Provincia di San Pedro de Macorís.